# كالمان ميسزولي
كالمان ميسزولي (بالمجرية: Mészöly Kálmán)‏ (بالمجرية: Kálmán Mészöly)، من مواليد 16 يوليو 1941، لاعب ومدرب كرة قدم مجري سابق.
لعب مع منتخب هنغاريا لكرة القدم.

## روابط خارجية
- كالمان ميسزولي على موقع الاتحاد الدولي (مؤرشف)  (الإنجليزية)
- كالمان ميسزولي على موقع الاتحاد الأوربي (الإنجليزية)
- كالمان ميسزولي على موقع قاعدة بيانات كرة القدم.إي يو (الإنجليزية)
- كالمان ميسزولي على موقع ناشيونال فوتبول تيمز (الإنجليزية)
- كالمان ميسزولي على موقع عالم كرة القدم.نت (الإنجليزية)
- كالمان ميسزولي على موقع كووورة
- كالمان ميسزولي على موقع أوليمبيديا (الإنجليزية)